# ألان غيليت
ألان غيليت (بالإنجليزية: Alan Gillett)‏ هو لاعب كرة قدم ومدرب كرة قدم بريطاني، ولد في 1948 في كينيا. لعب مع نادي بليموث أرجايل.

## وصلات خارجية
- ألان غيليت على موقع قاعدة بيانات كرة القدم.إي يو (الإنجليزية)